# Jens Erik Skydsgaard
Jens Erik Skydsgaard (født 16. april 1932 i Gentofte, død 17. juli 2014 på Frederiksberg) var en dansk historiker og klassisk filolog, dr.phil., professor emeritus.
Han var søn af professor, dr.theol. K.E. Skydsgaard og udviste tidligt i sit liv en særlig interesse for antikken. Han studerede de klassiske sprog latin og græsk samt historie. En overgang var han bosat og arbejdede i Rom som ansat af Det Danske Institut for Videnskab og Kunst i Rom. Han sad i instituttets bestyrelse fra 1976 til 2004 og har beklædt flere andre tillidsposter, blandt andet som formand for Filologisk-Historisk Samfund og fra 1984 medlem af Det Kongelige Danske Videnskabernes Selskab. Han blev dr.phil. på en afhandling om romeren Varro i 1968. Fra 1970 til 2001 virkede han som professor i antikkens historie ved Københavns Universitet. I perioden 1986 til 1998 var han ligeledes efor for Borchs Kollegium.
Han skrev flere bøger; om byen Pompeji, politikeren Pompejus og om landbrug i det antikke Grækenland.

## Forfatterskab

### På internettet
- Jens Erik Skydsgaard: "Partidannelsen i den sene romerske republik" (Historisk Tidsskrift, Bind 12. række, 2 (1966) (Webside ikke længere tilgængelig)